# ليل علي بابا الحزين
ليل علي بابا الحزين رواية للروائي العراقي عبد الخالق الركابي. صدرت الرواية لأوّل مرة عام 2013 عن منشورات دار عدنان في بغداد ومن ثم عن المؤسسة العربية للدراسات والنشر في بيروت. ودخلت في القائمة الطويلة للجائزة العالمية للرواية العربية لعام 2014، المعروفة باسم «جائزة بوكر العربية».

## حول الرواية
يروي الكاتب العراقي «عبد الخالق الركابي» في هذه الرواية حكاية تندرج ضمن «التخيّل التاريخي» الخاص بأحوال العراق في العصر الحديث، فيكون الاحتلال الأمريكي في عام 2003 منطلقا لاسقاط أحداث تاريخية واجتماعية جرت خلال الحقبة العثمانية، والبريطانية، والأميركية، للعراق طوال القرن العشرين وحتى اليوم، وتسعرض الرواية شخصيات ترمز لسنوات القتل العام وعلى الهوية الذي ضرب بلاد الرافدين، وشخصيات أخرى رافقت وصعدت على دبابات الاحتلال الأميركي، ومارست ضروبا من القتل والانتقام والفساد والخداع لتتسيّد للمشهد العراقي. يعزو الروائي ما حل بالعراق من تمزّق للنسيج الوطني من منطلقات عرقية وطائفية ودينية ومذهبية إلى الاحتلال الأمريكي الذي فجّر الأوضاع كلها، ما أدى إلى انتشار للكراهيات، واختفاء التسامح، واتساع رقعة الرغبة في الانتقام لتغطي العراق بكامله.